# ناحیه افتون، شهرستان هوارد، آیووا
آفتون (به انگلیسی: Afton Township) یک منطقهٔ مسکونی در ایالات متحده آمریکا است که در شهرستان هوارد، آیووا واقع شده‌است. آفتون ۱۳۰٫۷۶ کیلومتر مربع مساحت و ۸۹۷ نفر جمعیت دارد و ۳۷۷ متر بالاتر از سطح دریا واقع شده‌است.